# Генерал-губернатор Ирландского Свободного государства
Генерал-губернатор (ирл. Seanascal Saorstát Éireann) был фактическим главой и представителем монарха Ирландского свободного государства с 1922 по 1937 годы. Резиденцией губернатора служил Áras an Uachtaráin, бывший особняк вице-короля в Феникс-парке, позднее ставший резиденцией президента Ирландии, при этом третий генерал-губернатор Дэниел Бакли проживал в загородной резиденции Бутерстаун.

## История должности
С провозглашением Ирландского свободного государства в 1922 ему был придан статус доминиона, сохранивший, таким образом, британского монарха в качестве короля Великобритании и Ирландии. Король по совету британского правительства назначал своего представителя, имеющего титул генерал-губернатора, который обладал формальными полномочиями утверждать правительство, распускать парламент и назначать новые выборы, назначать по рекомендации правительства судей и накладывать вето на законы, но большей часть играл церемониальную роль.
Первым генерал-губернатором по предложению премьер-министра Уильяма Косгрейва стал Тимоти Хили, ветеран парламентской борьбы за гомруль. В 1927 Косгрейву удалось добиться поправок, по которым срок полномочий генерал-губернатора ограничивался пятью годами, а право предлагать его кандидатуру монарху переходило к ирландскому правительству. В следующем году преемником Хили стал Джеймс Макнилл, посол в Великобритании и сторонник Косгрейва. С приходом в 1932 к власти Имона де Валеры последний добился отставки Макниллаа и заменил его на своего однопартийца по Фианна Файл Дэниела Бакли, добровольно урезавшего свои полномочия до формальных.
Во время конституционного кризиса 1936 года Дойл Эрен (парламент Ирландии), приняв 12 декабря 1936 года отречение Эдуарда VIII, не провозгласил правопреемство Георга VI, а постановил возможность использования британской короны для целей международного представительства до последующих конституционных договорённостей. В дальнейшем де Валера добился принятия новой конституции, вступившей в силу 29 декабря 1937 года: в соответствии с принятой 11 декабря 1936 года поправкой из текста Конституции удалялись любые упоминания британской короны, а пост генерал-губернатора, представлявшего британского монарха, упразднялся окончательно. Вместо него был учреждён церемониальный пост президента Ирландии (ирл. Uachtarán na hÉireann). При этом государство не было провозглашено республикой, и британский монарх продолжал править в качестве короля Ирландии, а президент Ирландии осуществлял символические функции исключительно внутри государства.

## Список генерал-губернаторов
| №        | Генерал-губернатор | Генерал-губернатор                                                                      | Начало полномочий | Окончание полномочий |
| -------- | ------------------ | --------------------------------------------------------------------------------------- | ----------------- | -------------------- |
| 1        |                    | Тимоти Майкл Хили (1880—1965) ирл. Tadhg Ó hÉalaighthe англ. Timothy Michael Healy      | 6 декабря 1922    | 31 января 1928       |
| 2        |                    | Тимоти Джеймс Макнилл (1880—1938) ирл. Séamas Mac Néill англ. Timothy James McNeill     | 1 февраля 1928    | 1 ноября 1932        |
| вакансия | вакансия           | вакансия                                                                                | 1 ноября 1932     | 26 ноября 1932       |
| 3        |                    | Дэниел Ричард Бакли (1866—1963) ирл. Domhnall Ua Buachalla англ. Daniel Richard Buckley | 27 ноября 1932    | 11 декабря 1936      |